# Margat
El castillo Margat (en árabe: قلعة المرقب), es un fortín localizado cerca de Baniás, Siria. Se encuentra a unos 2 kilómetros de la costa mediterránea, a unos 6 kilómetros al sur de Baniás.

## Historia
Perteneció a los cruzados y uno de los bastiones principales de los Caballeros Hospitalarios. Según fuentes árabes, el castillo Margat fue fortificado por primera vez en 1062 por los musulmanes.
El historiador Hugh Kennedy sugiere que "El castillo científicamente está diseñado como una máquina de combate". Tiene una entrada en recodo que pasa por la base de una torre de la puerta. Una característica notable de las defensas internas es una gran torre circular, a veces se denomina como una torre del homenaje (aunque no debe confundirse con una torre central). A diferencia del Crac, el castillo Margat contiene una sala exterior aún más grande, y presenta una superficie mayor.